# Ddp images
Die ddp images ist eine 2009 gegründete Bildagentur. 
Zu der Bildagenturgruppe ddp – visual content group mit Sitz in Hamburg gehören die Pressebildagenturen der ddp images, Picture Press, Intertopics, Insight Media sowie Laif Agentur für Fotografie und Reportagen in Köln bis Juni 2022.

## Hintergründe
Rund 60 Millionen Fotos aus den Bereichen Entertainment, Politik, Wirtschaft, Adel, Lifestyle, Stockfotografie, Zeitgeschehen und Sport können in den Agenturdatenbanken online recherchiert werden. Fotografen und internationale Partneragenturen beliefern die Redaktion mit bis zu 20.000 Bildern täglich. 
Rund 5.000 davon werden nach journalistischen Kriterien ausgewählt und Onlinemedien, Tageszeitungen, Zeitschriften, Fernsehsendern sowie Unternehmen neu angeboten. Die ddp-Gruppe übernimmt zudem die Content-Syndication der Medieninhalte renommierter Verlage wie The New York Times, USA Today, The Sun, The Times, The Sunday Times, Mondadori Photo, der Mediengruppe Klambt und Gruner + Jahr.

## Geschichte
Gründungsgesellschafter waren die Geschäftsführer Katharina Doerk und Ulf Schmidt-Funke sowie die dapd Nachrichtenagentur. 2012 erwarb ddp images zunächst die US-Fotoagentur Sipa Press und später die Bildagentur Picture Press vom Verlag Gruner+Jahr.
Im Jahr 2013 übernahmen Katharina Doerk und Ulf Schmidt-Funke sämtliche Geschäftsanteile von ddp images im Rahmen eines Management-Buy-outs. Im selben Jahr folgte die Übernahme der Bildarchive der dapd-Nachrichtenagentur sowie der Pressebildagentur Intertopics. 
Ddp images erwarb 2015 die Firma Laif Agentur für Fotos und Reportagen GmbH, die als eigenständige Einheit in Köln angesiedelt ist und verkaufte sie am 10. Juni 2022 an die laif Genossenschaft e.G.
2017 erfolgte zum einen der Verkauf der US-Fotoagentur Sipa Press sowie der Erwerb der Bildagentur Insight Media.
Im Januar 2019 gaben Abaca aus Clichy in Frankreich und die ddp-Gruppe eine strategische Partnerschaft bekannt.
Am 2. September 2021 meldete die action press AG, dass sie rückwirkend zum 1. August 2021 die Bildagenturgruppe ddp (Hamburg) übernommen und vollständig integriert hat.